# Albin Morariu
Albin Morariu (n. 1905, Kassa, Austro-Ungaria – d. 1974, Cluj, România) a fost un polisportiv român, maestru emerit al sportului.
S-a născut la Cașovia, pe atunci parte a Monarhiei Habsburgice, din părinți români. În anul 1919, acesta s-a stabilit la Cluj.
Inginer de profesie, Albin Morariu a fost totodată multiplu campion național al României la gimnastică, antrenor de tenis de masă și gimnastică, organizator de asociații etc. 
În anul 1928 a fost fondatorul asociației sportive „Șoimii Carpaților”, iar împreună cu Iuliu Hațieganu a fost inițiatorul Parcului Sportiv al Universității din Cluj, ale cărui schițe și fotografii au fost premiate cu medalia de bronz la Congresul Preolimpic al Muzeelor din 1936.
Albin a fost inițiatorul clubului UEC („Uzinele Electrice Cluj”) (1933).
Acesta fost antrenorul echipei naționale de tenis de masă a României. Echipa a câștigat medalia de argint la Campionatele mondiale din 1936 de la Praga și cea de bronz la Campionatele mondiale din 1939 de la Cairo.
Acesta este bunicul Corinei Morariu.

## Distincții
- Medalia „Meritul Sportiv” clasa I (25 octombrie 1966) „pentru rezultatele deosebite obținute în competițiile sportive internaționale, precum și pentru contribuția valoroasă adusă la dezvoltarea culturii fizice și sportului în țara noastră”[2]

## Scrieri
- Albin Morariu, Cincizeci de ani în sport: 1918-1968, Editura Consiliului Național pentru Educație Fizică și Sport, București, 1968
- Albin Morariu, Iuliu Hațieganu și ideea educației fizice în România (în colaborare cu Dorin Almășan), monografie, 1969

## Galerie

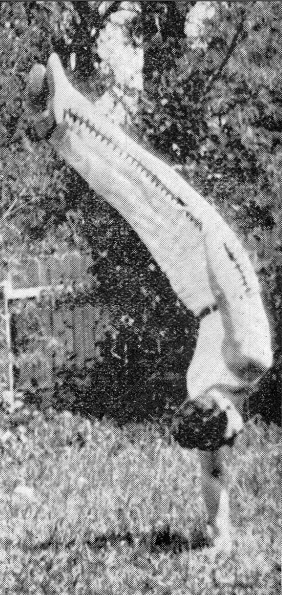
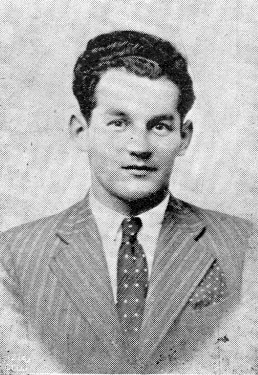
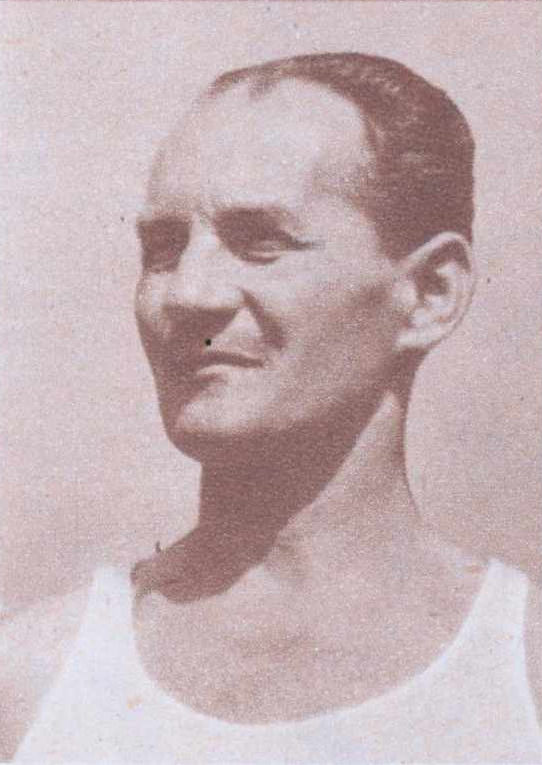
În 1963